# Andrew Wilson (zwemmer)
Andrew Wilson (Bethesda (Maryland), 16 september 1993) is een Amerikaanse zwemmer.

## Carrière
Bij zijn internationale debuut, op de Pan-Pacifische kampioenschappen zwemmen 2018 in Tokio, eindigde Wilson als vierde op de 100 meter schoolslag. Op de 4×100 meter wisselslag veroverde hij samen met Ryan Murphy, Caeleb Dressel en Nathan Adrian de gouden medaille. Op de wereldkampioenschappen kortebaanzwemmen 2018 in Hangzhou eindigde de Amerikaans als achtste op de 100 meter schoolslag, daarnaast werd hij uitgeschakeld in de series van zowel de 50 als de 200 meter schoolslag. Samen met Ryan Murphy, Caeleb Dressel en Ryan Held werd hij wereldkampioen op de 4×100 meter wisselslag. Op de 4×50 meter wisselslag zwom hij samen met Matt Grevers, Jack Conger en Michael Chadwick in de series, in de finale legden Ryan Murphy, Michael Andrew, Caeleb Dressel en Ryan Held beslag op de zilveren medaille. Voor zijn aandeel in de series van deze estafette werd Wilson beloond met de zilveren medaille.
In Gwangju nam hij deel aan de wereldkampioenschappen zwemmen 2019. Op dit toernooi eindigde hij als zesde op zowel de 100 als de 200 meter schoolslag. Samen met Ryan Murphy, Caeleb Dressel en Nathan Adrian behaalde hij de zilveren medaille op de 4×100 meter wisselslag. Op de 4×100 meter wisselslag gemengd zwom hij samen met Matt Grevers, Kelsi Dahlia en Mallory Comerford in de series, in de finale sleepten Ryan Murphy, Lilly King, Caeleb Dressel en Simone Manuel de zilveren medaille in de wacht. Voor zijn inspanningen in de series van deze estafette ontving hij eveneens de zilveren medaille.

## Internationale toernooien
| Jaar | Olympische Spelen | WK langebaan | WK kortebaan | PanPacs                                                        | Pan-Amerikaanse Spelen |
| ---- | ----------------- | --- | --- | -------------------------------------------------------------- | ---------------------- |
| 2018 |                   | | 17e 50m schoolslag · 8e 100m schoolslag · 9e 200m schoolslag · 4×50m wisselslag · Wilson zwom enkel de series · 4×100m wisselslag | 4e 100m schoolslag · serie 200m schoolslag · 4×100m wisselslag |                        |
| 2019 |                   | 6e 100m schoolslag · 6e 200m schoolslag · 4×100m wisselslag · 4×100m wisselslag gemengd · Wilson zwom enkel de series | |                                                                | geen deelname          |

## Persoonlijke records
Bijgewerkt tot en met 14 juni 2021
Kortebaan
| Afstand         | Tijd    | Datum            | Plaats   |
| --------------- | ------- | ---------------- | -------- |
| 50m schoolslag  | 26,58   | 15 december 2018 | Hangzhou |
| 100m schoolslag | 56,92   | 11 december 2018 | Hangzhou |
| 200m schoolslag | 2.04,02 | 13 december 2018 | Hangzhou |

Langebaan
| Afstand         | Tijd    | Datum           | Plaats |
| --------------- | ------- | --------------- | ------ |
| 50m schoolslag  | 27,15   | 27 juli 2018    | Irvine |
| 100m schoolslag | 58,74   | 14 juni 2021    | Omaha  |
| 200m schoolslag | 2.07,77 | 4 augustus 2019 | Tokio  |